# Acide glycocholique

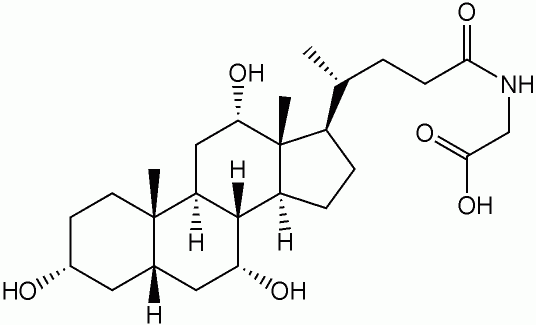
Acide glycocholique.

L'acide glycocholique est un acide biliaire cristallin impliqué dans la mise en émulsion de diverses graisses. Il est naturellement produit dans la bile des mammifères comme le sel de sodium. Il s'agit d'un conjugué de l'acide cholique avec la glycine. Il se présente sous la forme d'une poudre blanche. Elle est produite à partir du « Choloyl-CoA ».